# طيف كهرطيسي

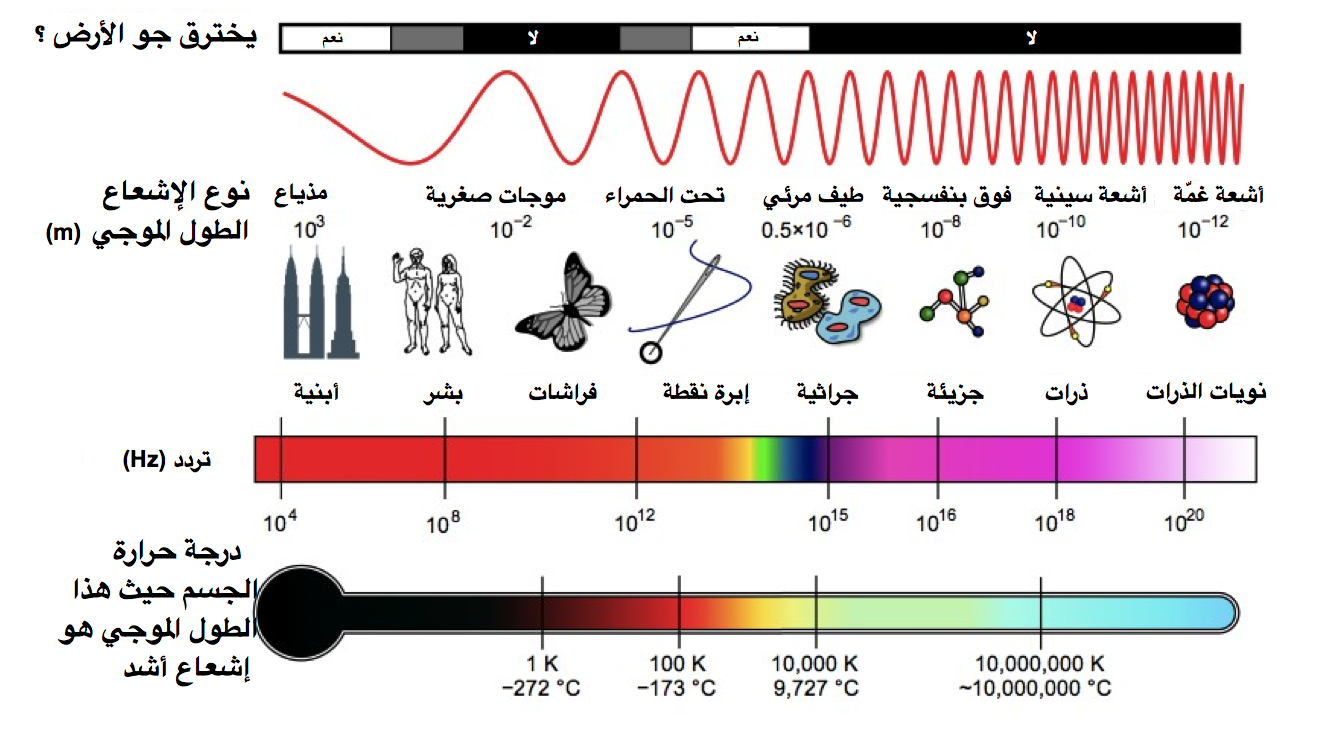
من اليسار إلى اليمين تقصر طول الموجة (متر): أشعة الراديو، موجات صغرية (ميكروويف)، أشعة تحت الحمراء، الضوء المرئي ، أشعة فوق البنفسجية ، الأشعة السينية ، أشعة غاما. تردد الموجات الكهرطيسية (هيرتز) يزداد تباعا من اليسار إلى اليمين. (قارن درجة الحرارة).

الطيف الكهرطيسي أو الطّيف الكهرمغناطيسي أو مصطلح عام يشمل جميع الترددات الممكنة من الإشعاعات الكهرطيسية. ويُعرَف الطّيف الكهرطيسي أيضاً (يسمى عادة بالطّيف فقط) بخطوط الأشعة الصادرة من جسم أسود عند درجة حرارة معينة (لكل خط طول موجة معينة وتردد معين). لكل عنصر كيميائي طيف يميزه، أي له مجموعة خطوط متسلسلة تميزه عن غيره، ويسمى هذا الطيف «طيف انبعاث». يتغير طيف الأشعة المنبعثة من جسم بتغير درجة حرارة الجسم، ويُختار اللون الأسود بالذات لأنه «مثالي» في امتصاص الأشعة ومثالي أيضاً في إصدار الأشعة. يكون طيف العناصر عادة في نطاق الضوء المرئي.
يمتدُ الطّيفُ الكهرطيسيّ من الترددات المنخفضة مثل الترددات المستخدمة في الرّاديو، عبر الترددات المتوسطة مثل ترددات أشعة الضوء المرئيّ، إلى الترددات العالية مثل أشعة إكس، وينتهي بأشعة غاما. ويـُعتبرُ أنّ حدَّ أقصرِ طولٍ موجيّ هو طول بلانك، وأكبر طول موجيّ ممكن هو حجم الكون كله. (شاهد علم الفضاء الطّبيعي).

## نطاقات الطيف الكهرطيسي

نطاقات الطيف الكهرطيسي ؛ يلاحظ أن الطيف المرئي يشكل جزءا صغيرا من الطيف الكهرطيسي. (أطوال الموجات معطاة بالنانومتر (nm)

الطيف عبارة عن المجموعة الكاملة للأمواج الكهرطيسية. ونهتم عادة في البحث العلمي بأطياف العناصر حيث يتميز كل عنصر بطيف مميز له مثل بصمة الإصبع عند الأشخاص، ويظهر في هيئة خطوط ضوئية متوازية متجاورة ذات ألوان مختلفة مميزة. وأطياف العناصر تقع بصفة أساسية في نطاق الضوء المرئي من الطيف الكهرطيسي - بين الضوء الأحمر وله طول موجة نحو 700 نانومتر والضوء البنفسجي وله طول موجة 400 نانومتر (انظر الشكل أسفله).
ويتكون الطيف الكهرطيسي من موجات ذات أطوال موجة مختلفة:
- موجات راديوية طول موجة بين 5و0 و 1 متر
- موجات صغرية طول موجة نحو 1 سنتيمتر
- أشعة تحت الحمراء طول موجة نحو 900 نانومتر
- الطيف المرئي (أحمر، برتقالي، أصفر، أخضر، أزرق، بنفسجي) أطوال موجات بين 400 - 700 نانومتر
- أشعة فوق بنفسجية طول موجة نحو 100 نانومتر
- أشعة السينية طول موجة نحو 1 نانومتر
- أشعة غاما طول موجة نحو 1و0 أنجستروم وأقصر

تعمل الهواتف المحمولة في أوروبا اليوم وفقًا لمعيار GSM. يستخدمون ترددات حوالي 900 ميغا هيرتز لشبكة D و 1800 ميغا هيرتز؛ لشبكة
(E). (قارن بالشكل أعلاه إلى اليسار).

طيف الضوء المرئي، وهو يقع في وسط طيف الأشعة الكهرطيسية الكلي

وتشمل هذه المجموعات الرئيسية مجموعات تحتية ثانوية أخرى.
يتكون الطيف الكهرطيسي من مجموعات من الموجات لها نفس الخصائص إلا أنها تختلف في أطوالها الموجية وفي تردداتها. كما في الشكل:
1- المجموعات اللاسلكية (الراديوية).
2- الأشعة تحت الحمراء.
3- موجات الطيف المرئي.
4- موجات الأشعة فوق البنفسجية.
5- موجات الأشعة السينية.
6- موجات أشعة غاما.
والجدول أدناه يمثل هذه الموجات وبعض خصائصها.
الطيف الكهرطيسي

## الأطوال الموجية لألوان الطيف المرئي
على الرغم من أن الطيف مستمر ولا توجد حدود واضحة بين لون واحد واللون التالي ، يقدم الجدول التالي القيم المحددة للحقول اللونية الرئيسية ، مع تحديد الأسماء وحدود طول الموجة .
يتم الحصول على تردد الإشعاع بالهرتز بقسمة سرعة الضوء ، حوالي 3×108 متر / ثانية ، على الطول الموجي بالأمتار.
ويتم الحصول على التردد بالتيراهرتز (THz) بقسمة 300000 على الطول الموجي بالنانومتر ، أو 1×10−9 متر.
| طول الموجة (nm) | [حقل اللون] | اللون | تعليق                     |
| --------------- | ----------- | ----- | ------------------------- |
| 380 — 449       | بنفسجي      | 445   | primaire CIE 1931 : 435,8 |
| 478 — 483       | أزرق        | 480   |                           |
| 510 — 541       | اخضر        | 525   |                           |
| 575 — 579       | اصفر        | 577   |                           |
| 588 — 593       | برتقالي     | 590   |                           |
| 622 — 780       | احمر        | 650   | primaire CIE 1931 : 700   |

```
يرتبط تردد الموجة مع طولها الموجي بالعلاقة التالية:
```

سرعة الانتشار = طول الموجة × التردد
وبما أن سرعتها ثابتة وهي سرعة الضوء في الفراغ (أو الهواء) = 3 × 810 م / ث = 300000000 م/ث.
```
إذاً: 
```

س = l × ت د
حيث:
س: سرعة الضوء في الفراغ = 3 × 810 م / ث.
l : طول الموجة.
ت د: تردد الموجة.
وتستخدم هذه الموجات في عمليات الإرسال اللاسلكي مثل:
1- الإرسال الإذاعي
2- الإرسال التلفازي
3- الرادار
4- توجيه الطائرات والسفن
5- موجات مركبات الفضاء
ويختلف طول موجات اللاسلكي المستخدمة في كل من هذه الأغراض. وأطولها موجات الإذاعة (موجات طويلة ومتوسطة وقصيرة)، وأقصرها موجات الرادار وموجات مركبات الفضاء والتي تسمى بالموجات الدقيقة.
- تزداد قدرة الموجات اللاسلكية على اختراق طبقات الهواء المتأينة كلما ازداد ترددها، لذلك تستخدم الموجات القصيرة (عالية التردد) في الموجات السماوية بهدف تغطية مساحات أوسع.
وكلما كانت الموجات عالية التردد، كلما استطاعت النفاذ إلى الفضاء الخارجي، مثل: موجات التلفاز والردار، لذلك يمكن الاستفادة من الموجات اللاسلكية القصيرة جداً (الموجات الدقيقة Microwave) في الاتصال بالأقمار الصناعية ومركبات الفضاء لقدرتها على اختراق جميع الطبقات المتأينة إلى الفضاء الخارجي.
الأشعة تحت الحمراء هي أشعة غير مرئية لكننا نحس بوجودها عن طريق الحرارة المتولدة عنها، وتظهر في الطيف الكهرطيسي بنهاية الطيف المرئي ويتراوح طولها الموجي بين 0.7 إلى 1 ميكروميتر.
يمكن دراسة أسطح الأجسام ومكوناتها عن طريق الأشعة تحت الحمراء، كما يمكن استخدامها في دراسة أنواع الصخور والمعادن المكونة لأسطح الأجسام في التصوير.
يعتمد إشعاع الجسم للأشعة الحمراء على ما يلي:
1- طبيعة سطح الجسم.
2- درجة حرارة الجسم.

## اقرأ أيضاً
- كثافة التدفق الطيفي
- عودة ارتباط
- موجة كهرطيسية
- ضوء
- ضوء مرئي
- تاريخ علم البصريات
- موجات ميكروويف
- أشعة إكس
- أشعة غاما
- نطاق الحراسة
- نطاق جاي

1. ↑  L'algorithme de calcul des couleurs se trouve dans l'article دالة ضيائية.